# Танса (Белчешть, Ясси)
Танса (рум. Tansa) — село у повіті Ясси в Румунії. Входить до складу комуни Белчешть.
Село розташоване на відстані 327 км на північ від Бухареста, 41 км на північний захід від Ясс.

## Населення
За даними перепису населення 2002 року у селі проживали 1052 особи, усі — румуни. Усі жителі села рідною мовою назвали румунську.